# Enterprise mobility
Enterprise mobility és una tendència en la cultura del treball on les empreses permeten als empleats aprofitar les tecnologies mòbils per fer tasques relacionades amb el treball des de qualsevol lloc en qualsevol moment. El terme generalment es refereix a l'ús d'aplicacions mòbils i dispositius mòbils, com ara telèfons intel·ligents i tauletes amb finalitats laborals. La mobilitat empresarial aporta millores en la productivitat, els beneficis de compliment, la flexibilitat laboral i la satisfacció laboral dels empleats. Les empreses adapten una estratègia mòbil empresarial per permetre als empleats aprofitar els dispositius mòbils.
Les estratègies comunes de l'empresa inclouen BYOD i COPE. La principal diferència entre els dos es troba en la disponibilitat de dispositius. l'estratègia de BYOD, els empleats posseeixen els dispositius que porten els dispositius amb finalitats laborals. Aquesta estratègia redueix els costos d'inversió a les empreses. A COPE, les empreses posseeixen els dispositius i permeten als empleats utilitzar els dispositius per a finalitats laborals i personals. COPE redueix el risc d'incompliment de dades i facilita la gestió del dispositiu. Conegui les perspectives de la indústria sobre la mobilitat empresarial.

## Estudis
Un informe recent publicat per Enterprise Mobility Exchange proporciona informació sobre la indústria per a la mobilitat empresarial. Segons l'informe, el 61% de les empreses consideren la Mobilitat com una prioritat creixent seguida del 27% de les empreses que consideren la mobilitat com a prioritat principal.
Un estudi de 2012 va mostrar que aproximadament dos terços dels propietaris de telèfons intel·ligents utilitzaven els seus dispositius personals per a activitats relacionades amb empreses. Donar suport a una àmplia varietat de tipus de dispositius i sistemes operatius pot introduir riscos de seguretat i costos afegits per a empreses.
Una enquesta de 2011 va mostrar que tres quartes parts dels EUA i els EUA CIO enquestats consideraven que la tecnologia mòbil era un problema de seguretat important, tot i que els consumidors generalment estaven menys preocupats.